# Simona (telenovela)
Simona é uma telenovela argentina produzida pela Pol-ka Producciones e exibida pela El Trece entre 22 de janeiro e 31 de agosto de 2018.
Em Portugal é exibida de segunda a sexta na SIC K.

## Capítulos
|  | Temporadas | Nº de Episódios | Exibição Original                    | Exibição no Brasil |
|  | ---------- | --------------- | ------------------------------------ | ------------------ |
|  | 1          | 154             | 22 de janeiro - 31 de agosto de 2018 | ----------------   |

## Enredo
Simona é uma jovem alegre e divertida; com certeza e o que ela quer. Ela é uma adolescente que teve que superar as dificuldades desde que ela era muito jovem: ela tinha que aprender a crescer sem seus pais como guias.

## Elenco
- Ángela Torres como Simona Sánchez / Santos Mendoza / Sánchez Guerrico
- Juan Darthés como Diego Guerrico
- Ana María Orozco como Marilina Mendoza
- Gastón Soffritti como Romeo Funes Guerrico
- Federico Olivera como Santiago Solano
- Romina Gaetani como Sienna Velasco
- María Rosa Fugazot como Rosa Sánchez
- Mercedes Scápola como Ángeles "Angie" Buero
- Darío Barassi como Pablo "Paul" Medina
- Vanesa Butera como Lucrecia Juárez
- Marcelo Mazzarello como Jhonatan "Jhonny" Lambaré
- Agustín Casanova como Dante Solano Guerrico
- Florencia Vigna como Trinidad "Trini" Berutti
- Renato Quattordio como Junior Ricardo Funes Guerrico
- Agustina Cabo como Agustina Becker
- Minerva Casero como Ailín Medina
- Andrés Gil como Leonardo "Leo"
- Fausto Bengoechea como Brian "Piru" Tolosa
- Stefanía Roitman como Lucila "Lula" Achával
- Thais Rippel como Maria Luisa "Chipi" Sánchez
- Christian Inglize como Alan
- Yayo Guridi como Oscar Torreta
- Patricia Echegoyen como Javiera Mussolini Fornide